# Горње Пеуље
Горње Пеуље је насељено мјесто у Босни и Херцеговини, у општини Босанско Грахово, које административно припада Федерацији Босне и Херцеговине. Према попису становништва из 2013. у насељу је живјело 30 становника.

## Географија
Горње Пеуље је село смјештено у подножју планина Шатор и Динаре. Село чини неколико засеока: Јардо, Главица, Подгора, Ђукићи, Гашићи, Тривуновићи, Гвере, Шормази и Албанија.

## Историја
У последњим ратним дешавањима дошло је до уништења — рушења основне школе у Пеуљама и оштећења споменика из НОР-а. Малобројни становници села имају великих проблема са снабдијевањем водом у љетном периоду, а у предратном периоду урађен је велики дио радова на изградњи водовода за село.

## Становништво
| Националност       | 1991. | 1981. | 1971. | 1961. |
| Срби               | 186   | 242   | 562   | 629   |
| Југословени        | 3     | 1     |       | 9     |
| Хрвати             |       |       | 20    | 2     |
| Муслимани          |       |       | 3     |       |
| остали и непознато |       | 1     | 1     |       |
| Укупно             | 189   | 244   | 586   | 640   |

| Демографија | Демографија | Демографија |
| Година      | Становника  | Становника  |
| ----------- | ----------- | ----------- |
| 1961.       | 640         |             |
| 1971.       | 586         |             |
| 1981.       | 244         |             |
| 1991.       | 189         |             |
| 2013.       | 30          |             |